# Liste der Naturdenkmale in Buchen (Odenwald)
| Naturdenkmale | Anzahl |
| ------------- | ------ |
| FND           | 7      |
| END           | 86     |
| Gesamt        | 93     |

Die Liste der Naturdenkmale in Buchen nennt die verordneten Naturdenkmale (ND) der im baden-württembergischen Neckar-Odenwald-Kreis liegenden Stadt Buchen. In Buchen gibt es insgesamt 93 als Naturdenkmal geschützte Objekte, davon 7 flächenhafte Naturdenkmale (FND) und 86 Einzelgebilde-Naturdenkmale (END).
Stand: 13. November 2016.

## Flächenhafte Naturdenkmale (FND)
| Name                                       | Bild | Kennung     | Einzelheiten | Position | Fläche Hektar | Datum         |
| ------------------------------------------ | ---- | ----------- | ------------ | -------- | ------------- | ------------- |
| Bödigheimer Wacholderheiden                | BW   | 82250140506 | Buchen       | ⊙        | 4,5           | 17. Mai 1994  |
| Dolinen vor dem Hemberg                    | BW   | 82250140504 | Buchen       | ⊙        | 0,4           | 15. Sep. 1989 |
| Eberstadter Tropfsteinhöhle                |      | 82250140503 | Buchen       | ⊙        | 6,4           | 15. Sep. 1989 |
| Hecken am Amorbacher Weg „Amorbacher Hohl“ | BW   | 82250140501 | Buchen       | ⊙        | 0,9           | 15. Sep. 1989 |
| Judenfriedhof und Wiese Judenacker         |      | 82250140502 | Buchen       | ⊙        | 3,8           | 15. Sep. 1989 |
| Schneckenberg                              | BW   | 82250140505 | Buchen       | ⊙        | 1,4           | 17. Mai 1994  |
| Taubengrund                                | BW   | 82250140507 | Buchen       | ⊙        | 3,3           | 17. Mai 1994  |
| Legende für Naturdenkmal                   |      |             |              |          |               |               |

## Einzelgebilde (END)
| Name                                  | Bild | Kennung     | Einzelheiten                                                                                          | Position | Fläche Hektar | Datum        |
| ------------------------------------- | ---- | ----------- | --- | -------- | ------------- | ------------ |
| Ahorn                                 |      | 82250140544 | Buchen                                                                                                | ???      | 0,0           | 1. März 1984 |
| Ahorn                                 |      | 82250140571 | Buchen                                                                                                | ???      | 0,0           | 1. März 1984 |
| Ahorn                                 |      | 82250140575 | Buchen                                                                                                | ???      | 0,0           | 1. März 1984 |
| Buche mit Bildstock                   |      | 82250140580 | Buchen                                                                                                | ???      | 0,0           | 1. März 1984 |
| Buche                                 |      | 82250140521 | Buchen                                                                                                | ???      | 0,0           | 1. März 1984 |
| Buche                                 |      | 82250140526 | Buchen                                                                                                | ???      | 0,0           | 1. März 1984 |
| Buche                                 |      | 82250140540 | Buchen                                                                                                | ???      | 0,0           | 1. März 1984 |
| Buche                                 |      | 82250140551 | Buchen                                                                                                | ???      | 0,0           | 1. März 1984 |
| Buche                                 |      | 82250140576 | Buchen                                                                                                | ???      | 0,0           | 1. März 1984 |
| Buche                                 |      | 82250140586 | Buchen                                                                                                | ???      | 0,0           | 1. März 1984 |
| Dicke Eiche                           |      | 82250140553 | Buchen                                                                                                | ???      | 0,0           | 1. März 1984 |
| Drei Linden mit Bildstock             |      | 82250140547 | Buchen                                                                                                | ???      | 0,0           | 1. März 1984 |
| Drei Weiden                           |      | 82250140525 | Buchen                                                                                                | ???      | 0,0           | 1. März 1984 |
| Eiche im Grauen Forst                 |      | 82250140511 | Buchen                                                                                                | ???      | 0,0           | 1. März 1984 |
| Eiche                                 |      | 82250140517 | Buchen                                                                                                | ???      | 0,0           | 1. März 1984 |
| Eiche                                 |      | 82250140518 | Buchen                                                                                                | ???      | 0,0           | 1. März 1984 |
| Eiche                                 |      | 82250140539 | Buchen                                                                                                | ???      | 0,0           | 1. März 1984 |
| Eiche                                 |      | 82250140554 | Buchen                                                                                                | ???      | 0,0           | 1. März 1984 |
| Eiche                                 |      | 82250140574 | Buchen                                                                                                | ???      | 0,0           | 1. März 1984 |
| Elf Eichen                            |      | 82250140577 | Buchen                                                                                                | ???      | 0,0           | 1. März 1984 |
| Elf Linden                            |      | 82250140522 | Buchen                                                                                                | ???      | 0,0           | 1. März 1984 |
| Erle                                  |      | 82250140541 | Buchen                                                                                                | ???      | 0,0           | 1. März 1984 |
| Erle                                  |      | 82250140542 | Buchen                                                                                                | ???      | 0,0           | 1. März 1984 |
| Erle                                  |      | 82250140543 | Buchen                                                                                                | ???      | 0,0           | 1. März 1984 |
| Erle                                  |      | 82250140565 | Buchen                                                                                                | ???      | 0,0           | 1. März 1984 |
| Erle                                  |      | 82250140566 | Buchen                                                                                                | ???      | 0,0           | 1. März 1984 |
| Esche mit Bildstock                   |      | 82250140582 | Buchen                                                                                                | ???      | 0,0           | 1. März 1984 |
| Esche                                 |      | 82250140530 | Buchen                                                                                                | ???      | 0,0           | 1. März 1984 |
| Esche                                 |      | 82250140535 | Buchen                                                                                                | ???      | 0,0           | 1. März 1984 |
| Esche                                 |      | 82250140559 | Buchen                                                                                                | ???      | 0,0           | 1. März 1984 |
| Esche                                 |      | 82250140560 | Buchen                                                                                                | ???      | 0,0           | 1. März 1984 |
| Esche                                 |      | 82250140562 | Buchen                                                                                                | ???      | 0,0           | 1. März 1984 |
| Esche                                 |      | 82250140563 | Buchen                                                                                                | ???      | 0,0           | 1. März 1984 |
| Esche                                 |      | 82250140567 | Buchen                                                                                                | ???      | 0,0           | 1. März 1984 |
| Esche                                 |      | 82250140568 | Buchen                                                                                                | ???      | 0,0           | 1. März 1984 |
| Esche                                 |      | 82250140569 | Buchen                                                                                                | ???      | 0,0           | 1. März 1984 |
| Esche                                 |      | 82250140570 | Buchen                                                                                                | ???      | 0,0           | 1. März 1984 |
| Friedenseiche                         |      | 82250140508 | Buchen                                                                                                | ???      | 0,0           | 1. März 1984 |
| Friedenslinde                         |      | 82250140509 | Buchen                                                                                                | ???      | 0,0           | 1. März 1984 |
| Fünf Linden                           |      | 82250140520 | Buchen                                                                                                | ???      | 0,0           | 1. März 1984 |
| Ginkgo biloba                         |      | 82250140510 | Buchen                                                                                                | ???      | 0,0           | 1. März 1984 |
| Große Buche                           |      | 82250140506 | Buchen                                                                                                | ???      | 0,0           | 1. März 1984 |
| Hoflinde                              |      | 82250140581 | Buchen                                                                                                | ???      | 0,0           | 1. März 1984 |
| Hungereiche                           |      | 82250140507 | Buchen                                                                                                | ???      | 0,0           | 1. März 1984 |
| Kastanie                              |      | 82250140558 | Buchen                                                                                                | ???      | 0,0           | 1. März 1984 |
| Kastanie                              |      | 82250140561 | Buchen                                                                                                | ???      | 0,0           | 1. März 1984 |
| Kieferngruppe mit Bildstock           |      | 82250140549 | Buchen                                                                                                | ???      | 0,0           | 1. März 1984 |
| Kieferngruppe mit Bildstock           | BW   | 82250140617 | Buchen                                                                                                | ⊙        | 0,0           | 1. März 1984 |
| Lärche                                |      | 82250140534 | Buchen                                                                                                | ???      | 0,0           | 1. März 1984 |
| Linde mit Bildstock                   |      | 82250140579 | Buchen                                                                                                | ???      | 0,0           | 1. März 1984 |
| Linde                                 |      | 82250140516 | Buchen                                                                                                | ???      | 0,0           | 1. März 1984 |
| Linde                                 |      | 82250140519 | Buchen                                                                                                | ???      | 0,0           | 1. März 1984 |
| Linde                                 |      | 82250140523 | Buchen                                                                                                | ???      | 0,0           | 1. März 1984 |
| Linde                                 |      | 82250140529 | Buchen                                                                                                | ???      | 0,0           | 1. März 1984 |
| Linde                                 |      | 82250140533 | Buchen                                                                                                | ???      | 0,0           | 1. März 1984 |
| Linde                                 |      | 82250140537 | Buchen                                                                                                | ???      | 0,0           | 1. März 1984 |
| Linde                                 |      | 82250140545 | Buchen                                                                                                | ???      | 0,0           | 1. März 1984 |
| Linde                                 |      | 82250140546 | Buchen                                                                                                | ???      | 0,0           | 1. März 1984 |
| Linde                                 |      | 82250140552 | Buchen                                                                                                | ???      | 0,0           | 1. März 1984 |
| Linde                                 |      | 82250140557 | Buchen                                                                                                | ???      | 0,0           | 1. März 1984 |
| Linde                                 |      | 82250140573 | Buchen                                                                                                | ???      | 0,0           | 1. März 1984 |
| Linde                                 |      | 82250140583 | Buchen                                                                                                | ???      | 0,0           | 1. März 1984 |
| Linden an der Hainsterbach            |      | 82250140513 | Buchen                                                                                                | ???      | 0,0           | 1. März 1984 |
| Nördliche Linde                       |      | 82250140548 | Buchen                                                                                                | ???      | 0,0           | 1. März 1984 |
| Nußbaum                               |      | 82250140572 | Buchen                                                                                                | ???      | 0,0           | 1. März 1984 |
| Platane                               |      | 82250140524 | Buchen                                                                                                | ???      | 0,0           | 1. März 1984 |
| Sechs Linden                          |      | 82250140512 | Buchen                                                                                                | ???      | 0,0           | 1. März 1984 |
| Sechs Platanen                        |      | 82250140528 | Buchen                                                                                                | ???      | 0,0           | 1. März 1984 |
| Südliche Linde                        |      | 82250140505 | Buchen                                                                                                | ???      | 0,0           | 1. März 1984 |
| Thuja                                 |      | 82250140536 | Buchen                                                                                                | ???      | 0,0           | 1. März 1984 |
| Thuja                                 |      | 82250140538 | Buchen                                                                                                | ???      | 0,0           | 1. März 1984 |
| Türkische Kirsche                     |      | 82250140550 | Buchen                                                                                                | ???      | 0,0           | 1. März 1984 |
| Vier Birnbäume                        |      | 82250140556 | Buchen                                                                                                | ???      | 0,0           | 1. März 1984 |
| Vier Thujen                           |      | 82250140527 | Buchen                                                                                                | ???      | 0,0           | 1. März 1984 |
| Weide                                 |      | 82250140531 | Buchen                                                                                                | ???      | 0,0           | 1. März 1984 |
| Zwei Eichen                           |      | 82250140584 | Buchen                                                                                                | ???      | 0,0           | 1. März 1984 |
| Zwei Erlen                            |      | 82250140564 | Buchen                                                                                                | ???      | 0,0           | 1. März 1984 |
| Zwei Eschen                           |      | 82250140585 | Buchen                                                                                                | ???      | 0,0           | 1. März 1984 |
| Zwei Linden mit Bildstock             |      | 82250140515 | Buchen                                                                                                | ???      | 0,0           | 1. März 1984 |
| Zwei Linden mit Bildstock             |      | 82250140555 | Buchen                                                                                                | ???      | 0,0           | 1. März 1984 |
| Zwei Linden                           |      | 82250140514 | Buchen                                                                                                | ???      | 0,0           | 1. März 1984 |
| Zwei Platanen                         |      | 82250140578 | Buchen                                                                                                | ???      | 0,0           | 1. März 1984 |
| Zwei Weiden                           |      | 82250140532 | Buchen                                                                                                | ???      | 0,0           | 1. März 1984 |
| 1 Ahorn                               | BW   | 82250140624 | Buchen Im Schlossgarten                                                                               | ⊙        | 0,0           |              |
| 1 Buche                               | BW   | 82250140598 | Buchen Schüttstraße, vor Meister-Eckehart-Schule                                                      | ⊙        | 0,0           |              |
| 1 Buche                               | BW   | 82250140610 | Buchen                                                                                                | ⊙        | 0,0           |              |
| 1 Buche                               | BW   | 82250140618 | Buchen-Hainstadt Im Schlossgarten                                                                     | ⊙        | 0,0           |              |
| 1 Eiche „Alte Eiche“                  |      | 82250140502 | Buchen                                                                                                | ???      | 0,0           | 1. März 1984 |
| 1 Eiche „Dicke Eiche“                 |      | 82250140503 | Buchen Eiche in der Nähe des Welschebergs bei Buchen-Hainstadt, wird auch Thoma Eiche genannt.        | ⊙        | 0,0           | 1. März 1984 |
| 1 Eiche „Eiche im grauen Forst“       | BW   | 82250140588 | Buchen                                                                                                | ⊙        | 0,0           |              |
| 1 Eiche „Friedenseiche 1871“          |      | 82250140504 | Buchen                                                                                                | ???      | 0,0           | 1. März 1984 |
| 1 Eiche                               | BW   | 82250140594 | Buchen                                                                                                | ⊙        | 0,0           |              |
| 1 Eiche                               | BW   | 82250140595 | Buchen                                                                                                | ⊙        | 0,0           |              |
| 1 Eiche                               | BW   | 82250140609 | Buchen                                                                                                | ⊙        | 0,0           |              |
| 1 Erle                                | BW   | 82250140611 | Buchen                                                                                                | ⊙        | 0,0           |              |
| 1 Erle                                | BW   | 82250140612 | Buchen                                                                                                | ⊙        | 0,0           |              |
| 1 Erle                                | BW   | 82250140613 | Buchen                                                                                                | ⊙        | 0,0           |              |
| 1 Erle                                | BW   | 82250140623 | Buchen-Hainstadt Im Schlossgarten                                                                     | ⊙        | 0,0           |              |
| 1 Esche mit Bildstock                 | BW   | 82250140627 | Buchen                                                                                                | ⊙        | 0,0           |              |
| 1 Esche                               | BW   | 82250140605 | Buchen                                                                                                | ⊙        | 0,0           |              |
| 1 Esche                               | BW   | 82250140607 | Buchen                                                                                                | ⊙        | 0,0           |              |
| 1 Esche                               | BW   | 82250140620 | Buchen-Hainstadt Im Schlossgarten                                                                     | ⊙        | 0,0           |              |
| 1 Esche                               | BW   | 82250140621 | Buchen-Hainstadt Im Schlossgarten                                                                     | ⊙        | 0,0           |              |
| 1 Ginkgo Biloba                       | BW   | 82250140587 | Buchen                                                                                                | ⊙        | 0,0           |              |
| 1 Linde „Alte Gerichtslinde“          | BW   | 82250140501 | Buchen Alte Gerichtslinde; Einzeldenkmal im Flächendenkmal Hecken am Amorbacher Weg „Amorbacher Hohl“ | ⊙        | 0,0           | 1. März 1984 |
| 1 Linde "Noerdliche Linde"            | BW   | 82250140616 | Buchen                                                                                                | ⊙        | 0,0           |              |
| 1 Linde                               |      | 82250140593 | Buchen bei Amtsstraße13                                                                               | ⊙        | 0,0           |              |
| 1 Linde                               | BW   | 82250140596 | Buchen                                                                                                | ⊙        | 0,0           |              |
| 1 Linde                               | BW   | 82250140600 | Buchen Hettinger Straße, Auffahrt B 27                                                                | ⊙        | 0,0           |              |
| 1 Linde                               | BW   | 82250140604 | Buchen                                                                                                | ⊙        | 0,0           |              |
| 1 Linde                               | BW   | 82250140608 | Buchen                                                                                                | ⊙        | 0,0           |              |
| 1 Linde                               | BW   | 82250140614 | Buchen                                                                                                | ⊙        | 0,0           |              |
| 1 Linde                               | BW   | 82250140619 | Buchen-Hainstadt Bahnhofstraße beim Bahnhofsgebäude                                                   | ⊙        | 0,0           |              |
| 1 Linde                               | BW   | 82250140626 | Buchen-Hainstadt Im Schlossgarten                                                                     | ⊙        | 0,0           |              |
| 1 Nussbaum                            | BW   | 82250140625 | Buchen-Hainstadt Im Schlossgarten                                                                     | ⊙        | 0,0           |              |
| 1 Platane                             | BW   | 82250140601 | Buchen                                                                                                | ⊙        | 0,0           |              |
| 1 Weide                               | BW   | 82250140606 | Buchen                                                                                                | ⊙        | 0,0           |              |
| 2 Eichen                              | BW   | 82250140628 | Buchen                                                                                                | ⊙        | 0,0           |              |
| 2 Erlen                               | BW   | 82250140622 | Buchen-Hainstadt Im Schlossgarten                                                                     | ⊙        | 0,0           |              |
| 2 Eschen                              | BW   | 82250140629 | Buchen                                                                                                | ⊙        | 0,0           |              |
| 2 Linden mit Bildstock                | BW   | 82250140592 | Buchen                                                                                                | ⊙        | 0,0           |              |
| 2 Linden                              | BW   | 82250140591 | Buchen Am Eingang des Friedhofs, Dekan-Blatz-Straße                                                   | ⊙        | 0,0           |              |
| 2 Linden                              | BW   | 82250140615 | Buchen                                                                                                | ⊙        | 0,0           |              |
| 2 Weiden                              | BW   | 82250140602 | Buchen                                                                                                | ⊙        | 0,0           |              |
| 3 Linden                              | BW   | 82250140597 | Buchen Steinäckerweg                                                                                  | ⊙        | 0,0           |              |
| 5 Linden "Linden an der Hainsterbach" | BW   | 82250140590 | Buchen Unterer Hainstadter Weg/In der Hainsterbach bei der Bahnunterführung                           | ⊙        | 0,0           |              |
| 5 Platanen                            | BW   | 82250140603 | Buchen                                                                                                | ⊙        | 0,0           |              |
| 6 Linden                              | BW   | 82250140589 | Buchen Am Mühlengrund                                                                                 | ⊙        | 0,0           |              |
| 9 Linden                              | BW   | 82250140599 | Buchen In Buchen „Lindenhain“ genannt, Walldürner Straße, Nähe Straße Beim Lindenhain                 | ⊙        | 0,0           |              |
| Legende für Naturdenkmal              |      |             | |          |               |              |